# Gare de Lahore
La gare de Lahore (ourdou : لاہور جنکشن ریلوے اسٹیشن), pendjabi : لہور جنکشن ریلوے اسٹیشن) est une gare ferroviaire du Pakistan. C'est la principale gare de la Pakistan Railways située au cœur de la ville de Lahore, elle dessert la province du Pendjab. 
Elle est également le siège de la Pakistan Railways. Elle est construite dans le grand style architectural typique de la période du Raj britannique.

## Histoire
Elle est construite pendant le Raj britannique entre 1859-1860 au coût d'un demi-million de roupies.

## Service des voyageurs

### Desserte
La gare dispose d'un total de onze quais. La première est utilisée pour le train Samjhauta Express, qui relie l'Inde et le Pakistan.

## Patrimoine ferroviaire
Construite dans le grand style architectural typique de la période du Raj britannique, cette gare est un héritage durable du vaste réseau ferroviaire établi par les Britanniques et de leur contribution à l'infrastructure de la région.